# Pignone
Pignone (en lígur: Pignon; localment: Pignun) és un comune (municipi) de la província de La Spezia, a la regió italiana de la Ligúria, situat uns 70 km al sud-est de Gènova i uns 11 km al nord-oest de La Spezia. A 1 de gener de 2017, la seva població era de 575 habitants i la seva superfície era de 16,2 km².
El municipi de Pignone conté el frazione de Casale.
Pignone limita amb els municipis següents: Beverino, Borghetto di Vara, Levanto, Monterosso al Mare i Vernazza.